# Ана Филозофова
Ана Павловна Филозофова (рођена Дјагилева; рус. Анна Павловна Философова, Дягилева; Санкт Петербург, 17. август 1837 − Санкт Петербург, 30. март 1912) била је значајна руска феминисткиња и активисткиња XIX и раног XX века.
Рођена у богатој, племићкој породици, удала се за Владимира Философова у младости; имали су шесторо деце. У почетку се занимала за положај кметова, али је постала феминисткиња касних 1850-их, након што се придружила салону Марије Трубникове, која ју је едуковала о тој теми. Заједно са Трубниковом и Надеждом Стасовом, Философова је била једна од првих лидера руског женског покрета. Њих три, пријатељице и савезнице, називане су „тријумвират“. Оснивале су и водиле неколико добротворних организација које су имале за циљ промоцију културне и економске независности жена, као што је Друштво за јефтине станове и друге погодности за грађане Санкт Петербурга. Философова је неколико година била председница те организације.
Након тога, тријумвират је вршио притисак на владини службенике да дозволе високо образовање за жене, што је резултирало стварањем Владимирских курсева и Бестужевских курсева. Настављени отпор значио је да су њихови успеси понекад били ограничени или поништени. Философова је такође основала мешовиту школу на породичном имању. Од 1879. до 1881. године, Философова је кратко била у прогонству због сумњи на револуционарне симпатије. Након повратка у Русију, наставила је да ради као активисткиња и филантроп у подршци руским женама. Надживела је и Трубникову и Стасову, доживевши учешће у Руској револуцији 1905. и председавање првим руским женским конгресом 1908. године, чиме је постала цењена феминистичка фигура. Философова је преминула 1912. године.